# Velika Remeta

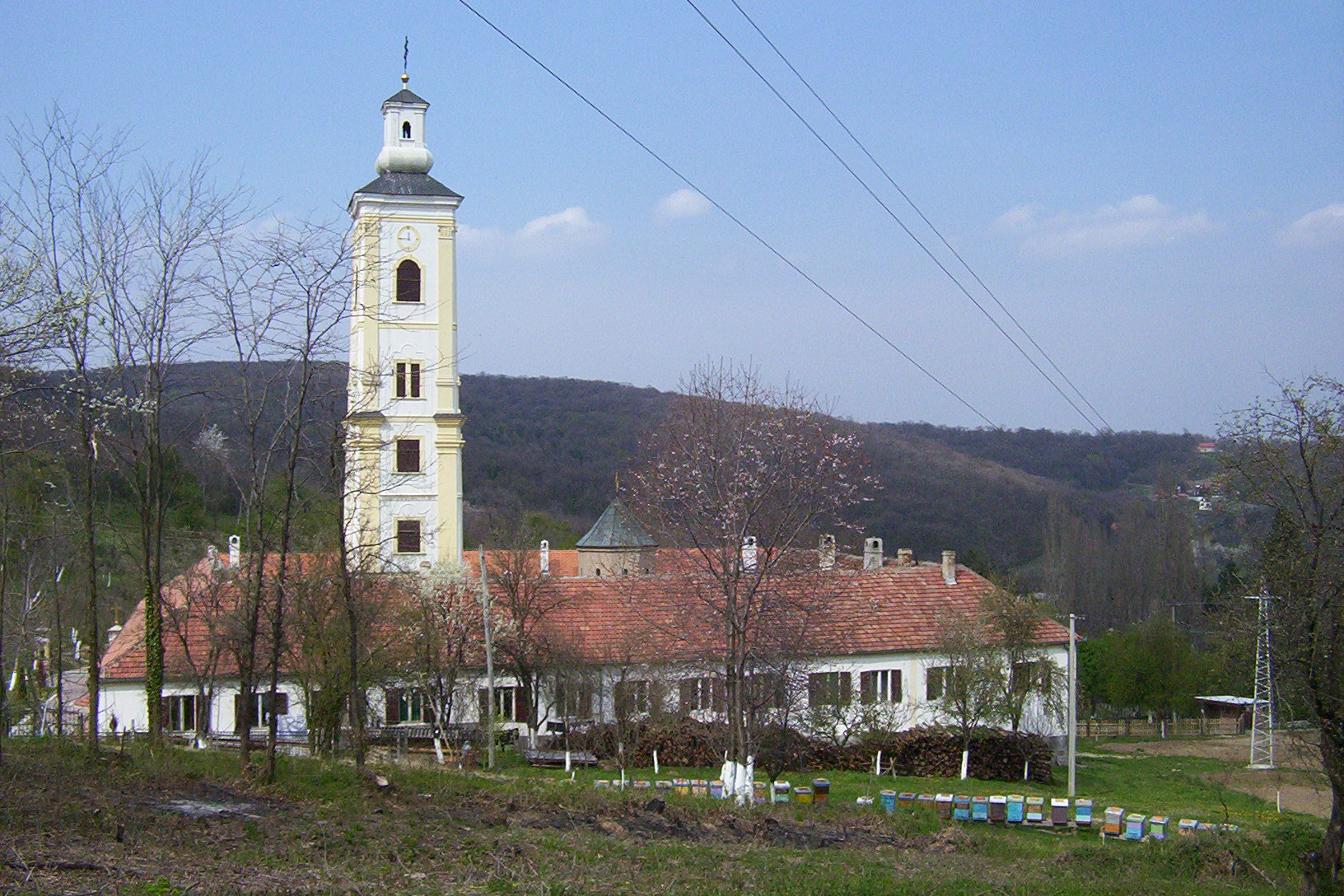
Klostret Velika Remeta

Velika Remeta klostret är ett serbiskt-ortodoxt kloster vid berget Fruška Gora i norra Serbien. Traditionellt är dess grundande förknippat med kung Dragutin på 1200-talet. Äldsta dokumenten som omnämner klostret är från 1562. År 1990 förklarades klostret som ett monument av särskild kulturell betydelse.